# Deutsche Fechtmeisterschaften 1951
Die Deutschen Fechtmeisterschaften 1951 waren die ersten Meisterschaften nach dem Zweiten Weltkrieg und dem anschließenden Verbot des Sportfechtens durch den Alliierten Kontrollrat. Es wurden Wettbewerbe in den Disziplinen Herrendegen, Herrensäbel und Herrenflorett ausgetragen. Bei den Damen wurde nur Florett gefochten. Die Einzelmeisterschaften fanden im April in Mainz statt, die Mannschaftsmeisterschaften im Oktober in Frankfurt am Main. Die Meisterschaften wurden vom Deutschen Fechter-Bund organisiert.

## Herren

### Florett (Einzel)
| Platz | Sportler          | Verein               |
| ----- | ----------------- | -------------------- |
| 1     | Julius Eisenecker | Hermannia Frankfurt  |
| 2     | Kurt Wahl         | MTV München von 1879 |
| 3     | Rudolf Hagen      | FSV Hamburg          |

### Florett (Mannschaft)
| Platz | Verein              | Sportler |
| ----- | ------------------- | -------- |
| 1     | Hermannia Frankfurt |          |
| 2     | TK Hannover         |          |
| 3     | TV Ulm              |          |

### Degen (Einzel)
| Platz | Sportler         | Verein              |
| ----- | ---------------- | ------------------- |
| 1     | Erwin Kroggel    | Hermannia Frankfurt |
| 2     | Emil May         | Berliner FK         |
| 3     | Siegfried Lerdon | Hermannia Frankfurt |

### Degen (Mannschaft)
| Platz | Verein              | Sportler |
| ----- | ------------------- | -------- |
| 1     | Hermannia Frankfurt |          |
| 2     | FC Hamburg          |          |
| 3     | PSV Hamburg         |          |

### Säbel (Einzel)
| Platz | Sportler          | Verein         |
| ----- | ----------------- | -------------- |
| 1     | Richard Liebscher | TK Hannover    |
| 2     | Hans Esser        | DFC Düsseldorf |
| 3     | Heinrich Limpert  | FC Fürth       |

### Säbel (Mannschaft)
| Platz | Verein              | Sportler |
| ----- | ------------------- | -------- |
| 1     | TK Hannover         |          |
| 2     | Hermannia Frankfurt |          |
| 3     | DFC Düsseldorf      |          |

## Damen

### Florett (Einzel)
| Platz | Sportler         | Verein              |
| ----- | ---------------- | ------------------- |
| 1     | Johanna Hagedorn | DFC Düsseldorf      |
| 2     | Helmi Höhle      | Fechtclub Offenbach |
| 3     | Ilse Keydel      | TK Hannover         |

### Florett (Mannschaft)
| Platz | Verein              | Sportler |
| ----- | ------------------- | -------- |
| 1     | Hermannia Frankfurt |          |
| 2     | Fechtclub Offenbach |          |
| 3     | TK Hannover         |          |